# Prauliusz z Jerozolimy
Prauliusz z Jerozolimy (zm. 422) – duchowny chrześcijański, biskup jerozolimski (Aelia Capitolina) w latach 417–422.